# Sklerenchym

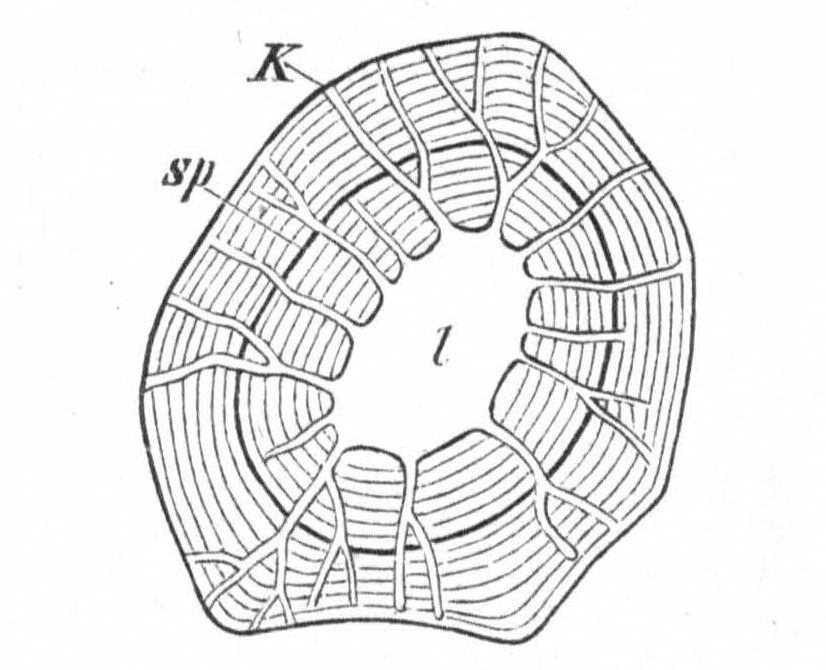
Schema einer Sklerenchymzelle aus der Knolle von Dahlia variabilis.

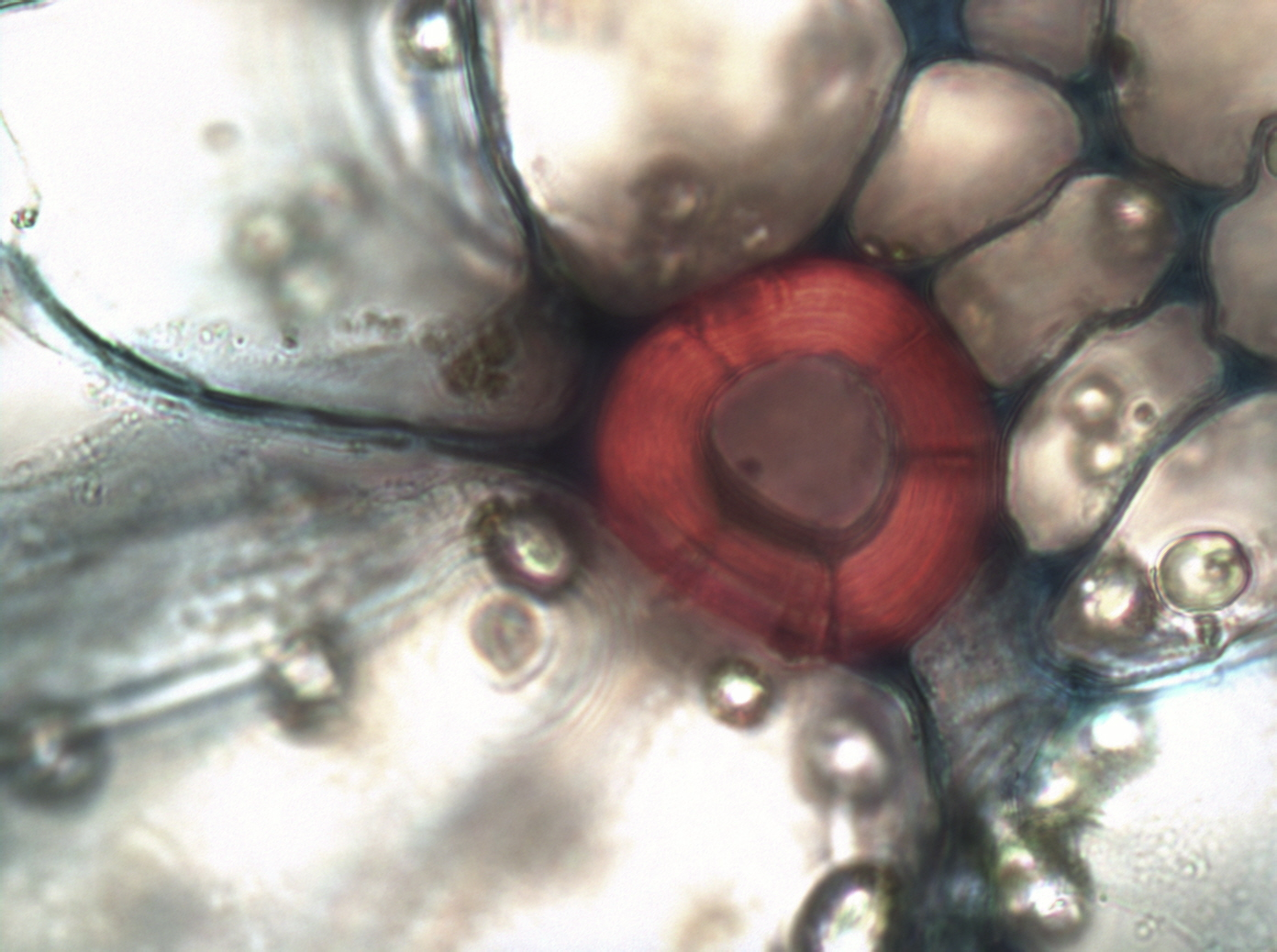
Querschnitt durch eine Sklerenchymfaser im Parenchym des Blattstiels von Begonia, mit Safranin T gefärbt

Als Sklerenchym (altgriechisch σκληρός sklēros „hart“ und ἐνχυμα enchyma „das Eingeschlossene“) bezeichnet man ein Festigungsgewebe bei Pflanzen. Es tritt meist als Schicht um ein Leitbündel auf. Sklerenchymzellen bilden sekundär verdickte, meistens verholzte Zellwände aus. Diese sind oft mit Lignin verstärkt, durch dessen Einlagerungen die Zellen sterben. Es kann zum Beispiel als Schicht, um ein in der Regel junges Leitbündel, in einem Spross auftreten.

## Sklerenchymarten

### Sklereide
Sklereiden, auch isodiametrische Sklerenchymzellen genannt, sind kürzere und meist stumpfe Festigungszellen, welche druckfeste Hüllen von Steinfrüchten und Nüssen bilden. Sie kommen aber auch in Rinden, Borken und im Fruchtfleisch von z. B. Birnen vor. Die Zellwände sind stark verdickt, was nur ein geringes Lumen im Zellinneren zulässt. Dennoch sind die Zellen über Tüpfelkanäle mit den Nachbarzellen verbunden.

### Sklerenchymfasern
Sklerenchymfasern sind prosenchymatische Zellen und werden im Xylem als Holzfasern bezeichnet. Befinden sich die Sklerenchymfasern im sekundären Phloem, werden sie auch Bastfasern genannt. Die Fasern entstehen durch merismatische Zellen, deren Determinierung im Prokambium stattgefunden hat. Aber durch die Differenzierung der Sklereiden aus Zellen kommt es schon früh zur Charakterisierung der Zellen als Sklereiden. Demnach ist dieses Kriterium nicht immer gültig. Der zusammengesetzte Begriff Fasersklereide kann verwendet werden, falls Schwierigkeiten bei der Einordnung als Faser oder Sklereide auftauchen.